# Hansfried Kellner
Hansfried Kellner (geboren 29. April 1934; gestorben 25. Juni 2017 in München) war ein deutscher Soziologe.

## Leben
Hans Friedrich Karl Kellners Großvater mütterlicherseits war der Gutsbesitzer und deutschnationale Politiker Friedrich Döbrich. Kellners Mutter brachte das Gut Lindigshof in Dermbach als Mitgift in die Ehe, auf dem Hansfried Kellner mit seiner älteren Schwester Brigitte aufwuchs. Kellners Vater war promovierter und habilitierter Landwirt und ab Mitte der 1930er Jahre Berufssoldat in der Wehrmacht. Er geriet 1945 in sowjetische Gefangenschaft. Die Familie wurde in der SBZ als Großgrundbesitzer enteignet und floh nach Coburg in die Amerikanische Besatzungszone, wohin auch der Vater Ende der 1940er Jahre gelangte. Kellner besuchte in Coburg das Gymnasium und spielte Fußball beim VfB Coburg in der Bayernliga und später im Studium bei 1860 München.
Nach dem Abitur absolvierte Kellner eine landwirtschaftliche Lehre auf einem gräflichen Gutsbetrieb bei Würzburg. Danach begann er ein Mathematikstudium in München und danach in Freiburg im Breisgau. In Göttingen wechselte er unter dem Einfluss von Helmuth Plessner zur Soziologie, der ihm zum Studium an der New Yorker New School for Social Research riet. Dort arbeitete auch seine Schwester Brigitte (Brigitte Berger, 1928–2015), die 1959 den Emigranten und Soziologen Peter L. Berger heiratete. Die drei publizierten einige Werke gemeinsam.
Kellner veröffentlichte zusammen mit Berger 1964 den Aufsatz Die Ehe und die Konstruktion der Wirklichkeit. Eine Abhandlung zur Mikrosoziologie des Wissens (Original: Marriage and the construction of reality). Als sein Vater starb, zog Kellner 1965 wieder zurück nach Deutschland und arbeitete an der Universität Frankfurt am Main als Assistent bei Friedrich Tenbruck und ab 1966 bei dessen Nachfolger Thomas Luckmann, den er bereits aus New York kannte. Mit Luckmann wechselte er 1970 an die Universität Konstanz. Kellner erhielt schon vor der Habilitation mehrere Rufe und ging an die TH Darmstadt, da seine Frau in Mainz beim ZDF arbeitete. Von 1982 bis 2002 war Kellner Professor für Soziologie in Frankfurt am Main mit dem Schwerpunkt Theoretische Soziologie. Er forschte über Personalentwicklung und Unternehmensberatungen und nach der deutschen Wiedervereinigung 1990 zwischen 1996 und 2003 mit Karl Friedrich Bohler in einem von der Deutschen Forschungsgemeinschaft (DFG) geförderten Projekt über den Wirkungsgrad der Unternehmensberatungen im Transformationsprozess in Ostdeutschland.

## Schriften (Auswahl)
- Peter L. Berger, Hansfried Kellner: Marriage and the construction of reality: An exercise in the microsociology of knowledge. Diogenes 12.46 (1964): S. 1–24
  - Peter L. Berger, Hansfried Kellner: Die Ehe und die Konstruktion der Wirklichkeit. In: Soziale Welt 16 (3), 1965, S. 220–235
- Peter L. Berger, Hansfried Kellner: Arnold Gehlen and the Theory of Institutions. Social Research, 1965
- Peter L. Berger, Brigitte Berger, Hansfried Kellner: The Homeless Mind: Modernization and Consciousness. Random House, 1973
  - Peter L. Berger, Brigitte Berger, Hansfried Kellner: Das Unbehagen in der Modernität. Übersetzung G. H. Müller. Frankfurt am Main : Campus, 1975
- Peter L. Berger, Hansfried Kellner: Sociology Reinterpreted. An Essay on Method and Vocation. Random House, 1981
  - Peter L. Berger, Hansfried Kellner: Für eine neue Soziologie. Ein Essay über Methode und Profession. Übersetzung Willi Köhler. Frankfurt am Main : Fischer-Taschenbuch-Verlag, 1984
- Frank Heuberger, Hansfried Kellner: Zur Rationalität der ›Postmoderne‹ und ihrer Träger, 1988
- Frank Heuberger, Hansfried Kellner: Die Einheit der Handlung als methodologisches Problem. Überlegungen zur Adäquanz wissenschaftlicher Modellbildung in der sinnverstehenden Soziologie, 1988
- Hansfried Kellner, Frank W. Heuberger (Hrsg.): Hidden technocrats : the new class and new capitalism. New Brunswick : Transactions, 1992
- Karl Friedrich Bohler, Hansfried Kellner: Auf der Suche nach Effizienz. Die Arbeitsweise von Beratern in der modernen Wirtschaft. Frankfurt am Main : Campus, 2004

Festschrift
- Michael Wicke (Hrsg.): Konfigurationen lebensweltlicher Strukturphänomene : soziologische Varianten phänomenologisch-hermeneutischer Welterschließung. Hansfried Kellner zum 60. Geburtstag. Opladen: Leske + Budrich, 1997